# Hendrik Kobell
Hendrik Kobell, auch Handrik Cobell Jun. (* 13. September 1751 in Rotterdam; † 3. August 1779 ebenda) war ein niederländischer Marinemaler, Zeichner und Radierer aus der Künstlerfamilie Kobell.

## Leben
Kobell war der Sohn des Kaufmanns und Händlers für englische Töpferwaren (oder Weinhändlers aus Frankfurt am Main) Hendrik Cobell und dessen Frau Johanna Bik.
Bereits als Kind begann er die Schiffe und Lastkähne auf Papier zu zeichnen, die er im Hafen oder auf der Maas sah. Er erhielt eine kaufmännische Ausbildung, da ihn sein Vater für den Beruf des Händlers vorgesehen hatte. Doch je besser ihm seine Zeichnungen gelangen desto größer wurde sein Wunsch dieser Kunst auch zu erlernen. Als sein Vater ihn mit einem Auftrag nach England reisen ließ nutzte er den Aufenthalt in London dazu seine Fertigkeiten weiter zu vervollkommnen. Er nahm im Jahr 1770 dort an einer Ausstellung der Free Society of Artists teil. Bei seiner Rückkehr in die Heimat stand sein Entschluss fest, sich der Kunst zu widmen. Es folgte ein Aufenthalt in Amsterdam, wo er zwei Jahre blieb, um sich fortzubilden. Er wurde Mitglied der Zeichenakademie und wurde 1771 in die Künstlergesellschaft „Pax Artium Nutrix“ eingeführt, wo er auch namhafte Kunstsammler wie Jacob de Vos Jacobszoon (1803–1878) und Cornelis Ploos van Amstel (1726–1798) traf, die viele seiner Zeichnungen erwarben. Auch den Maler Johann Heinrich Wilhelm Tischbein traf er dort, der darüber später in seinem Werk Aus meinem Leben im Kapitel Aufenthalt in Holland berichtete. Anschließend reiste er nach Frankreich, ehe er wieder in seine Geburtsstadt zurückkehrte. Nach dem Tod seiner Frau zog er zurück in sein Elternhaus in Rotterdam. Er war mit Dirk Langendijk (1748–1805) befreundet, mit dem er einige Radierungen gemeinsam herstellte. Er malte und radierte Marinebilder, welche sich durch Gewandtheit der Ausführung und Lebendigkeit der Schilderung auszeichnen.

## Werke (Auswahl)
- 1768 Bauernhaus mit Heuschober

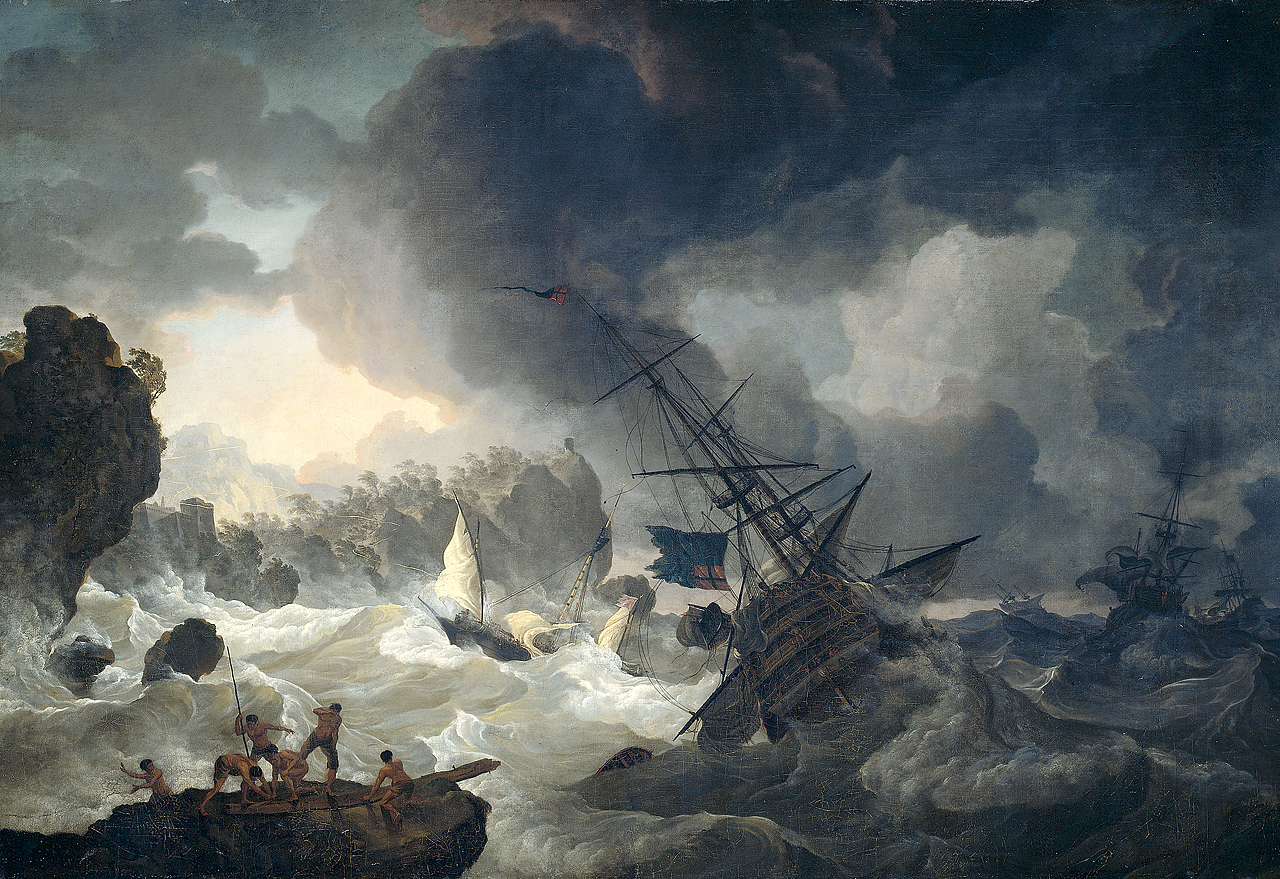
Der Schiffbruch

- um 1770: Die Seeschlacht der türkischen und russischen Flotte im Golf von Lepanto im Jahr 1770
- 1774: Seeansicht mit großem Zweimaster
- 1777:  Ein Cavalier vor einer Hütte am Ufer der See gemeinsam mit Dirk Langendijk
- 1777: Die Schiffswerft

## Familie
Am 30. Oktober 1774 heiratete er Fräulein Anna Deter oder Detert († 1778) aus Delfshaven und ließ sich in Overschie nieder. Sie hatten zwei Söhne:
- ein Sohn (?–?)
- Jan (Johann Baptist oder Johannes Baptista) Kobell II (getauft am 8. November 1778–23. November 1814),[4] kam schon bald nach seiner Geburt ins Waisenhaus der römisch-katholischen Kirche Oude Clerezy nach Utrecht. Er bildete sich bei W. R. van der Wall, vornehmlich aber durch Studien nach Paulus Potter zum Tier- und Landschaftsmaler aus.[5] Er war seit dem 7. November 1813 Maria (geborene Stoete) verheiratet.[6]

Der Kupferstecher und Kunsthändler Jan Kobell der Ältere (1756–1833) war sein jüngerer Bruder, der mit Jacomina Stam († 1843) verheiratet war und neben 11 anderen Kindern auch einen Sohn Jan III Kobell (13. April 1800–8. November 1838) hatte, der wie sein Cousin Landschafts- und Tiermaler wurde. Eine der Töchter Anna Kobell (1795–7. September 1847) wurde ebenfalls Malerin und Kupferstecherin.